# Mickey Hart
Mickey Hart (* jako Michael Steven Hartman; 11. září 1943, New York, USA) je americký bubeník a muzikolog. Jeho otcem byl bubeník Lenny Hart.
V letech 1967–1971 byl členem skupiny Grateful Dead, kam se v roce 1974 vrátil a hrál zde až do jejího rozpadu v roce 1995. Ve skupině hrál také Bill Kreutzmann, se kterým později působil ve skupině Rhythm Devils. Byl rovněž členem skupin The Dead a The Other Ones. Rovněž vydal několik alb se svou vlastní skupinou Mickey Hart Band, stejně jako několik alb pod svým jménem.

## Sólová diskografie
- Rolling Thunder (1972) – Mickey Hart
- Däfos (1983) – Mickey Hart, Airto Moreira, Flora Purim
- Yamantaka (1983) – Mickey Hart, Henry Wolff, Nancy Hennings
- Music to be Born By (1989) – Mickey Hart
- At the Edge (1990) – Mickey Hart
- Planet Drum (1991) – Mickey Hart
- Mickey Hart's Mystery Box (1996) – Mickey Hart
- Supralingua (1998) – Mickey Hart
- Spirit into Sound (2000) – Mickey Hart
- The Best of Mickey Hart: Over the Edge and Back (2002) – Mickey Hart
- Global Drum Project (2007) – Mickey Hart, Zakir Hussain, Sikiru Adepoju, Giovanni Hidalgo
- Mysterium Tremendum (2012) – The Mickey Hart Band
- Superorganism (2013) – The Mickey Hart Band
- RAMU (2017)

## Zajímavosti
V září 2012 na něj byl vydán zatykač kvůli údajnému napadení fanouška po koncertě v Harrodsburgu v Kentucky.